# Ira David Sankey

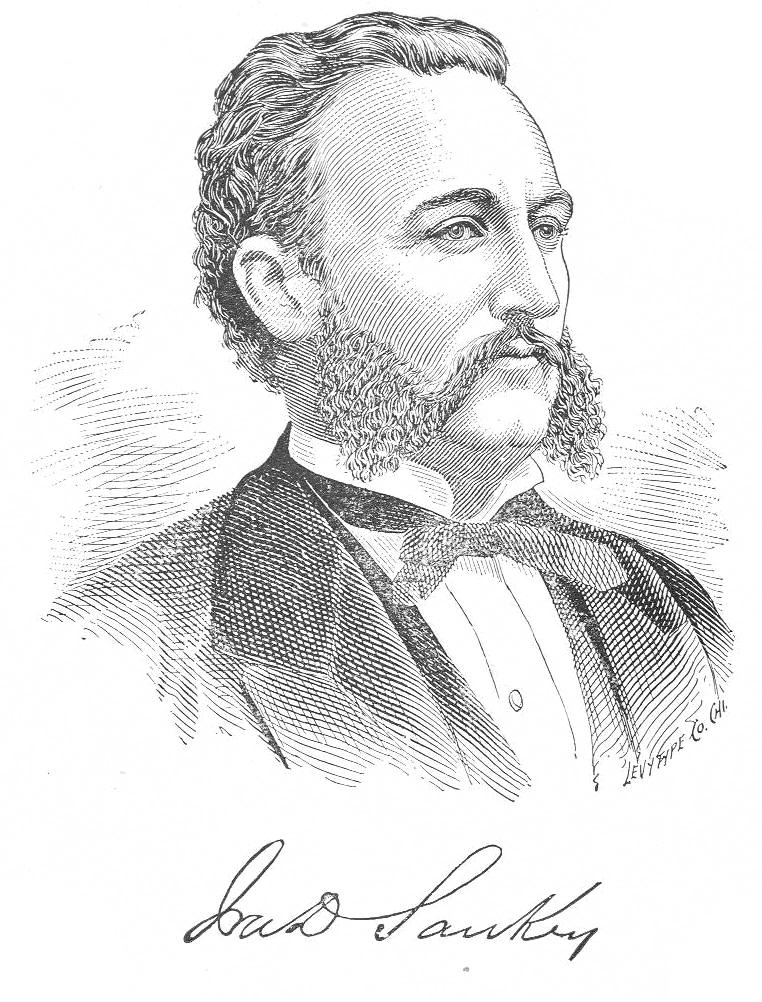
Ira David Sankey

Ira David Sankey (1840 – 1908) amerikai metodista énekszerző, énekes evangelizátor.
Sankey az ébredési énekstílus atyjaként egy 1200 éneket tartalmazó gyűjteményben (Songs and Solos) adta ki evangelizációs énekeit. D. L. Moody munkatársaként sok helyen megfordult különleges énekhangjával gazdagítva az evangelizációt.
1870-ben Moody kérte Sankeyt, hogy menjen Chicagóba és csatlakozzék hozzá. Sankey elfogadta a meghívást. Moody és Sankey híres evangelizációs kettőst alkotott ezután. A kétszemélyes csapat ébredési összejöveteleket vezetett az Egyesült Államok legnagyobb városaiban. A városokban nagy eredménnyel végezték munkájukat. 1873-ban első evangelizációs útjukra Angliába, Írországba és Skóciába mentek. Európában is eredmények kísérték szolgálataikat.